# 查塔姆海峡

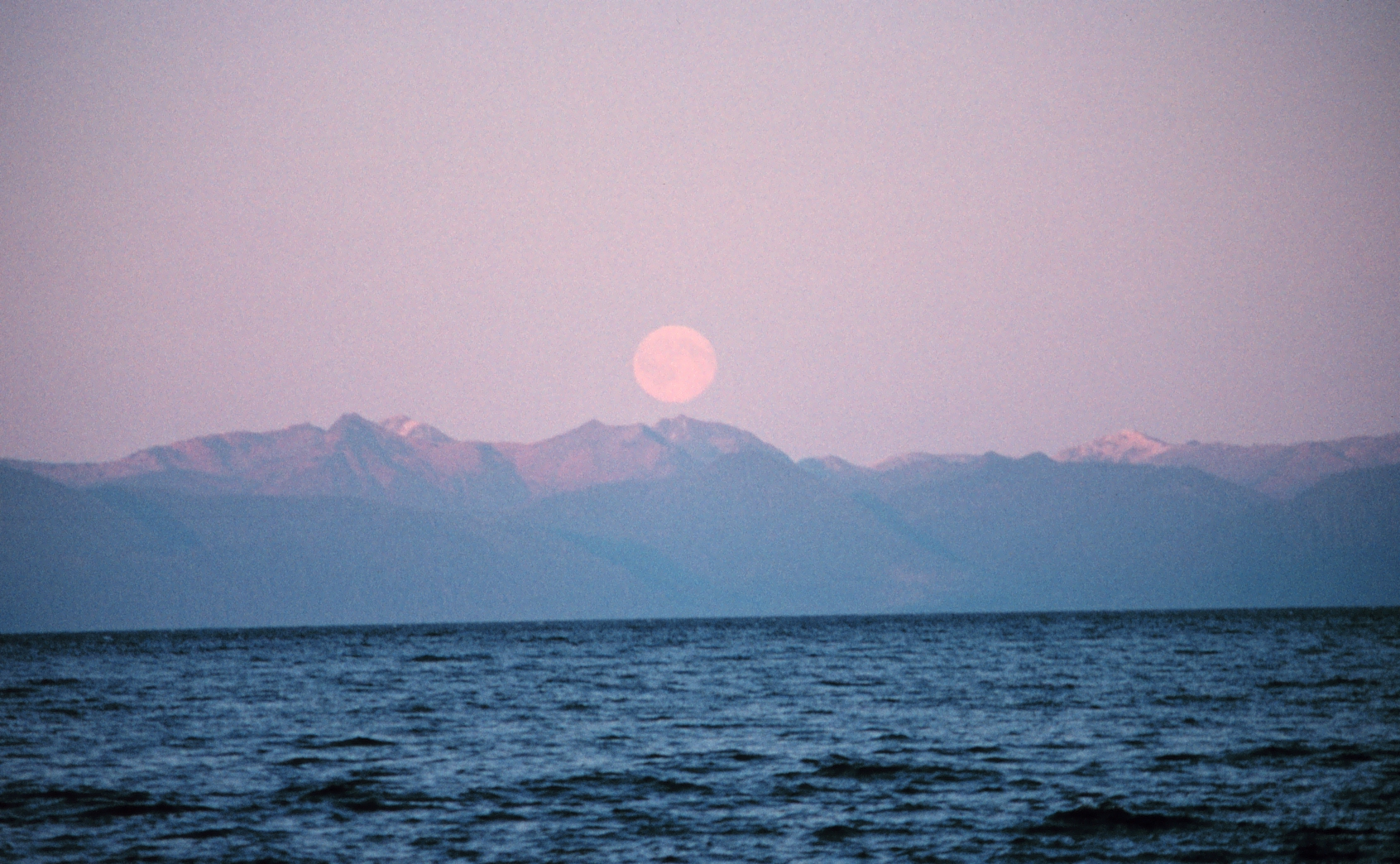
查塔姆海峡

查塔姆海峡（英語：Chatham Strait）位于美国阿拉斯加州东南部，亚历山大群岛与阿拉斯加狭地之间，长240公里，宽5～16公里，北通艾西海峡和林恩湾，南抵北太平洋。可通航，是美国阿拉斯加州至华盛顿州的海上通道。1794年由英国航海家乔治·温哥华以第一代查塔姆伯爵威廉·皮特的封号命名。